# Uraecha albosparsa
Uraecha albosparsa är en skalbaggsart som beskrevs av Maurice Pic 1925. Uraecha albosparsa ingår i släktet Uraecha och familjen långhorningar. Inga underarter finns listade i Catalogue of Life.